# Anoba serpentina
Anoba serpentina là một loài bướm đêm trong họ Erebidae.